# Philippe Conrad
Philippe Conrad (1945) is een Franse historicus en schrijver.
Conrad draagt bij aan La Nouvelle Revue d'Histoire en aan diverse andere tijdschriften. Hij is maandelijks te horen op Radio Courtoisie in radio-uitzendingen over geschiedenis, die hij lange tijd in samenwerking met Dominique Venner en Bernard Lugan presenteerde.
In zijn boeken en talloze artikelen schreef hij over onder meer de Reconquista en over de diverse wereldoorlogen aan het begin van de 20e eeuw. Hij doceert aan het Collège interarmées de défense in Parijs.

## Werken
- Les Corps d'élite du passé (dir.), Balland, Paris, 1972, 391 p. – Bevat : Les Chevaliers teutoniques, door Jean-Jacques Mourreau, Janissaires, door Philippe Conrad, Mousquetaires, door Arnaud Jacomet, Grenadiers de la Garde, door Jean Piverd, et Cadets, door Claude Jacquemart.
- L'or dans la jungle, les marges de l'histoire, Le Félin, 1991
- Colonel Edward Lawrence, Porte-Glaive, 1992
- Ils étaient cinq dans les tranchées, Heimdal, 1993 (met Laurent Sevaux)
- Le sang de la Marne : septembre 1914. La bataille de la Marne, Heimdal, 1994
- Histoire de la Reconquista, Que-sais-je, PUF, 1999
- Pétain, J. Grancher, 2000
- Le Poids des armes : Guerre et conflits de 1900 à 1945, PUF, 2004
- L'enseignement des jésuites, P., SOS éducation, 2007
- Égypte, PUF - culture guides Clio, 2007 - ISBN 978 2 1305 5436 3

Samen met andere auteurs:
- Force & Honneur, Ces batailles qui ont fait la grandeur de la France et de l'Europe, Editions Les Amis du Livre Européen, Boulogne-Billancourt, 2010 - ISBN 978 2 9538 3460 4

- Bibliothèque nationale de France: cb11897531w (data)
- Gemeinsame Normdatei: 1056185619
- International Standard Name Identifier: 0000 0000 8142 8543
- Library of Congress Control Number: nr90001555
- Nationale Bibliotheek van Letland: 000312700
- Nationale Bibliotheek van Israël: 987007595308705171
- Nederlandse Thesaurus van Auteursnamen: 07314651X
- Système universitaire de documentation: 026797461
- Virtual International Authority File: 64003847
- WorldCat: E39PBJk4BKkBQRwdgw77JRmrv3